# Ю Ён
Ю Ён (кор. 유영, англ. Young You; род. 27 мая 2004, Сеул) — южнокорейская фигуристка, выступающая в одиночном катании. Серебряный призёр чемпионата четырёх континентов (2020), пятикратная чемпионка Республики Корея (2016, 2018—2020, 2022), участница Олимпийских игр (2022) и бронзовый призёр турниров Гран-при: Skate Canada (2019, 2022), Skate America (2021) и NHK Trophy (2021). Чемпионка юношеских Олимпийских игр (2020).
В одиннадцать лет победила на взрослом чемпионате Республики Корея (2016), таким образом стала самой молодой чемпионкой страны за всю историю.
По состоянию на 23 марта 2024 года занимает 13-е место в рейтинге Международного союза конькобежцев.

## Биография
Родилась в Сеуле 27 мая 2004 года. Начала кататься на коньках в 2010 году.

### Сезон 2014/2015
В январе 2015 года (в 10 лет) заняла 6-е место на чемпионате Южной Кореи (среди взрослых).

### Сезон 2015/2016
В январе 2016 года (в 11 лет) заняла 1-е место на чемпионате Южной Кореи (среди взрослых), став самой младшей чемпионкой этой страны в истории. Предыдущий рекорд принадлежал Юне Ким, которая победила в 2003 году в 12 лет.

### Сезон 2016/2017
В январе 2017 года заняла 5-е место на чемпионате Южной Кореи (среди взрослых).

### Сезон 2017/2018
В сезоне 2017/2018 дебютировала в юниорской серии Гран-при.
В январе 2018 года заняла 1-е место на чемпионате Южной Кореи (среди взрослых).
В марте (вместе с Лим Ын Су) представила Южную Корею в Софии (Болгария) на чемпионате мира среди юниоров. В короткой программе была 9-й, в произвольной 8-й и заняла 9-е итоговое место. (Лим Ын Су была 5-й в короткой и 6-й в произвольной, заняв итоговое 5-е место.)

### Сезон 2018/2019
В январе 2019 года снова заняла 1-е место на чемпионате Южной Кореи (среди взрослых)
В марте (вместе с Ли Хэ Ин) представила Южную Корею в Загребе (Хорватия) на чемпионате мира среди юниоров. В короткой программе стала лишь 11-й и оказалась во второй от конца группе на произвольную программу. В произвольной заняла 5-е место, что подняло её на 6-е место в итоговой таблице. (Ли Хэ Ин была 14-й в короткой и 7-й в произвольной, заняв итоговое 8-е место.)

### Сезон 2019/2020
На втором этапе серии Гран-при Skate Canada, успешно выполнила тройной аксель в короткой программе и заняла второе место с новым личным рекордом (78,22). В произвольной программе упала с тройного акселя и заняла четвертое место. В итоге, завоевала бронзовую медаль. На четвёртом этапе Гран-при Cup of China 2019, заняла четвертое место.
На зимних юношеских Олимпийских играх 2020, завоевала золотую медаль.
На чемпионате четырех континентов, заняла третье место в короткой программе. В произвольной программе, заняла второе место с новым личным рекордом (149,68). Общий результат (223,23) также стал личным рекордом и она завоевала серебряную медаль, уступив Рике Кихире.

### Сезон 2021/2022
На первом этапе серии Гран-при Skate America, в короткой программе заняла пятое место с 70,73 балла, в произвольной программе, заняла второе место с 146,24 балла, в итоге, завоевала бронзовую медаль с суммой баллов 216,97. На четвёртом этапе Гран-при NHK Trophy, в короткой программе заняла третье место с 68,08 балла, в произвольной программе заняла второе место с 135,52 балла, в итоге завоевала бронзовую медаль с суммой баллов 203,60.
В январе выступила на национальном чемпионате, где после короткой программы расположилась на первом месте с 76,55 баллами, в произвольной программе расположилась на первом месте с 144,94 баллами, в итоге выиграла турнир с суммой баллов 221,49. По результатам национального первенства Ю Ён вошла в состав сборной Южной Кореи на Олимпийские игры в Пекине.
На Олимпийских играх, после короткой программы расположилась на промежуточном шестом место с 70,34 балла, в произвольной программе расположилась на четвертом месте с 142,75 баллами с общей суммой баллов 213,09 заняла шестое место

## Программы
| Сезон     | Короткая программа | Произвольная программа | Показательные номера |
| --------- | --- | --- | --- |
| 2023—2024 | - «Времена года в Буэнос-Айресе» Астор Пьяццолла хореограф-постановщик Ше-Линн Бурн - «Listen To Your Heart» Roxette в исполнении Cinematic Pop и Cosette Smith хореограф-постановщик Шин Йе-джи | - «Музыка из фильмов Властелин колец» Говард Шор в исполнении The Piano Guys - «May It Be» (из фильма «Властелин колец: Братство Кольца») Эния и Рома Райан хореограф-постановщик Лори Никол - «Autumn Moon» - «True Love's Last Kiss» - «Yearning Hearts» Eternal Eclipse хореограф-постановщик Дрю Микинс | |
| 2022—2023 | - «Времена года в Буэнос-Айресе» Астор Пьяццолла хореограф-постановщик Ше-Линн Бурн | - «Времена года» Антонио Вивальди хореограф-постановщик Том Диксон | - «Like My Father» Jax - «When We Were Young» Адель |
| 2021—2022 | - «Whirling Winds» (из сериала «Оставленные») Людовико Эйнауди хореограф-постановщик Том Диксон                                                                                                  | - «Look Down» - «I Dreamed a Dream» - «Do You Hear the People Sing?» (из мюзикла «Отверженные») Клод-Мишель Шёнберг и Герберт Крецмер хореограф-постановщик Ше-Линн Бурн | - «When We Were Young» Адель - «Spring Day» - «Butter» (holiday remix) - «Boy with Luv» feat. Холзи BTS |
| 2020—2021 | - «Istanbul Grooves» Яшар Акпенче - Музыка из фильма «Астерикс и Обеликс: Миссия „Клеопатра“» Филипп Шани хореограф-постановщик Шин Яа-И                                                         | - Музыка из фильмов «Властелин колец» Говард Шор в исполнении The Piano Guys - «May It Be» (из фильма «Властелин колец: Братство Кольца») Эния и Рома Райан хореограф-постановщик Лори Никол | - «I Put a Spell on You» в исполнении Энни Леннокс |
| 2019—2020 | - «O Verona» - «Slow Movement» - «Morning» (из фильма «Ромео + Джульетта») Нелли Хупер, Крэйг Армстронг, Мариус де Врис хореограф-постановщик Том Диксон                                         | - «You Must Love Me» - «Buenos Aires» - «Don't Cry for Me Argentina» (из фильма «Эвита») в исполнении Мадонны хореограф-постановщик Ше-Линн Бурн | - «Roxie» в исполнении Рене Зеллвегер - «Overture / All That Jazz» в исполнении Кэтрин Зета-Джонс (из фильма «Чикаго») хореограф-постановщик Катарина Линдгрен - «I Can Hear the Bells» - «You Can't Stop the Beat» (из фильма «Лак для волос») |
| 2018—2019 | - «Tango de Amor» (из фильма «Семейка Аддамс») Эндрю Липпа хореограф-постановщик Ше-Линн Бурн | - Музыка из фильмов «Пираты Карибского моря» хореограф-постановщик Ше-Линн Бурн - «Overture» Фредерик Лоу - «I Could Have Danced All Night» Фредерик Лоу, Алан Джей Лернер в исполнении Марни Никсон (из фильма «Моя прекрасная леди») хореограф-постановщик Марина Зуевa                                   | - «Roxie» в исполнении Рене Зеллвегер - «Overture / All That Jazz» в исполнении Кэтрин Зета-Джонс (из фильма «Чикаго») хореограф-постановщик Катарина Линдгрен                                                                                  |
| 2017—2018 | - «Don't Rain on My Parade» Жюль Стайн, Боб Меррилл хореограф-постановщик Ше-Линн Бурн | - Музыка из фильмов «Пираты Карибского моря» хореограф-постановщик Ше-Линн Бурн | - Музыка из фильма «Чикаго» хореограф-постановщик Катарина Линдгрен - «Hello» Мартин Сольвейг (feat. Dragonette) - «I Am the Best» Teddy Park в исполнении 2NE1                                                                                 |
| 2016—2017 | - «Scott & Fran's Paso Doble» (из фильма «Строго по правилам») в исполнении Дэвид Хиршфелдер и The Bogo Pogo Orchestra                                                                           | - Музыка из фильма «Чёрный лебедь» Клинт Мэнселл хореограф-постановщик Шин Яа-И | |
| 2015—2016 | - «Hava Nagila» Jewish Folk Music различные исполнители | - «Meeting Krishna» (из фильма «Жизнь Пи») Майкл Данна - «Don't You Worry Child» Swedish House Mafia в исполнении The Piano Guys хореограф-постановщик Шин Яа-И | - «Puttin' On the Ritz» Робби Уильямс |
| 2014—2015 | - «Hava Nagila» Jewish Folk Music various artists | - «The Young Juliet» - «Montagues and Capulets» (из балета «Ромео и Джульетта (балет)») Сергей Прокофьев | |

## Спортивные достижения

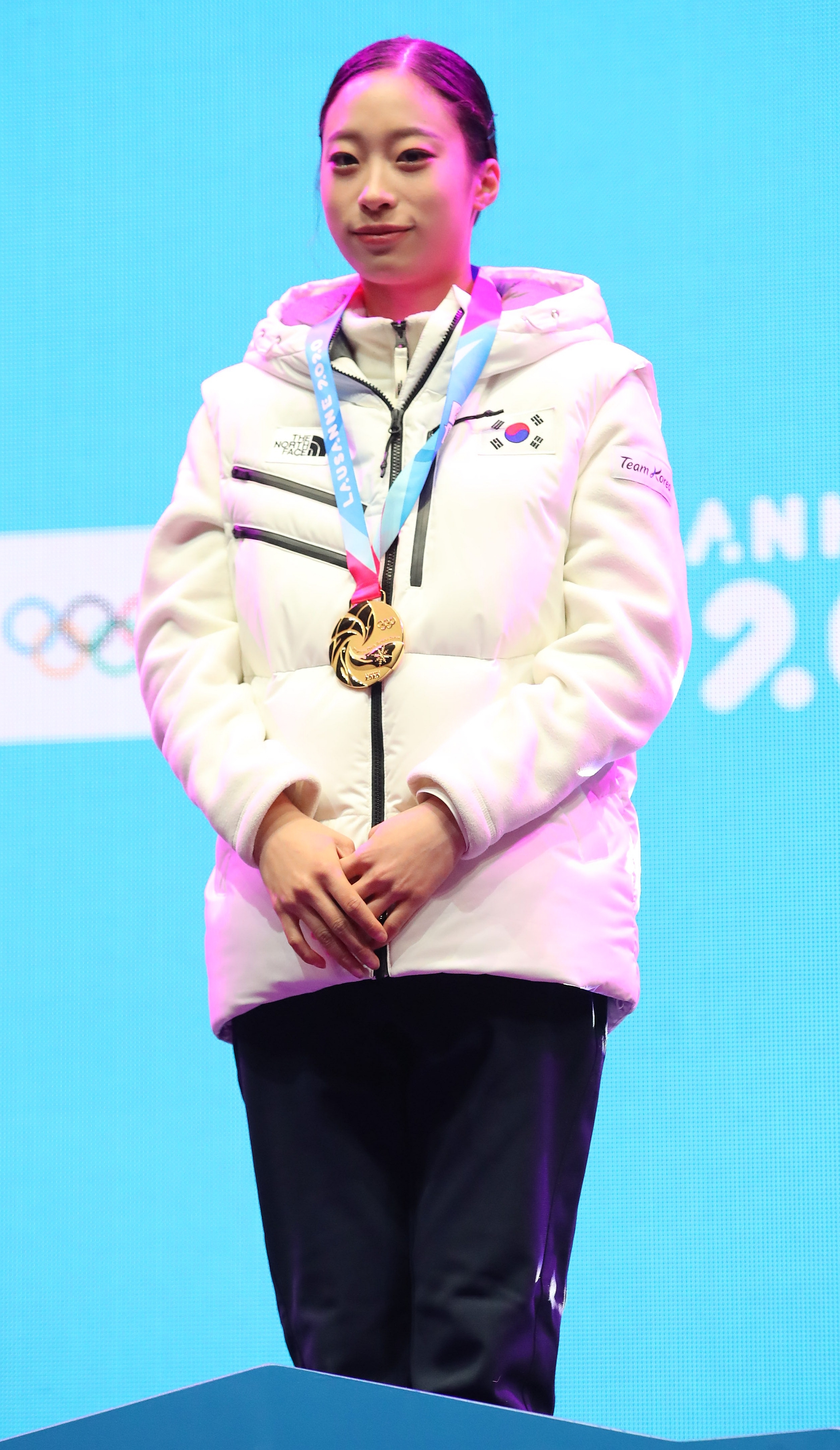
Ю Ён на награждении зимних юношеских Олимпийских игр 2020

| Соревнования                        | 14/15                        | 15/16                        | 16/17                        | 17/18                        | 18/19                        | 19/20                        | 20/21                        | 21/22                        | 22/23                        | 23/24                        |
| Международные индивидуальные        | Международные индивидуальные | Международные индивидуальные | Международные индивидуальные | Международные индивидуальные | Международные индивидуальные | Международные индивидуальные | Международные индивидуальные | Международные индивидуальные | Международные индивидуальные | Международные индивидуальные |
| ----------------------------------- | ---------------------------- | ---------------------------- | ---------------------------- | ---------------------------- | ---------------------------- | ---------------------------- | ---------------------------- | ---------------------------- | ---------------------------- | ---------------------------- |
| Зимние Олимпийские игры             |                              |                              |                              |                              |                              |                              |                              | 6                            |                              |                              |
| Чемпионаты мира                     |                              |                              |                              |                              |                              | C                            |                              | 5                            |                              | 12                           |
| Чемпионаты четырёх континентов      |                              |                              |                              |                              |                              | 2                            |                              | 6                            |                              |                              |
| Этапы Гран-при. Cup of China        |                              |                              |                              |                              |                              | 4                            |                              |                              |                              |                              |
| Этапы Гран-при. Skate America       |                              |                              |                              |                              |                              |                              |                              | 3                            |                              | 11                           |
| Этапы Гран-при. Skate Canada        |                              |                              |                              |                              |                              | 3                            |                              |                              | 3                            |                              |
| Этапы Гран-при. NHK Trophy          |                              |                              |                              |                              |                              |                              | 7                            | 3                            |                              |                              |
| Этапы Гран-при. Великобритания      |                              |                              |                              |                              |                              |                              |                              |                              | 4                            |                              |
| Этапы Гран-при. Финляндия           |                              |                              |                              |                              |                              |                              |                              |                              |                              | 8                            |
| Челленджеры. Autumn Classic         |                              |                              |                              |                              |                              |                              |                              | 2                            |                              |                              |
| Челленджеры. Lombardia Trophy       |                              |                              |                              |                              |                              | 3                            |                              |                              |                              |                              |
| Челленджеры. U.S. Classic           |                              |                              |                              |                              |                              | 2                            |                              |                              | 2                            |                              |
| Челленджеры. Мемориал Непелы        |                              |                              |                              |                              |                              |                              |                              |                              |                              | 5                            |
| Challenge Cup                       |                              |                              |                              |                              |                              |                              |                              |                              | 6                            |                              |
| Cranberry Cup                       |                              |                              |                              |                              |                              |                              |                              | 2                            |                              |                              |
| Philadelphia Summer                 |                              |                              |                              |                              |                              | 1                            |                              |                              |                              |                              |
| Национальные                        |                              |                              |                              |                              |                              |                              |                              |                              |                              |                              |
| Чемпионаты Южной Кореи              | 6                            | 1                            | 5                            | 1                            | 1                            | 1                            | 4                            | 1                            | 11                           | 7                            |
| Международные среди юниоров         |                              |                              |                              |                              |                              |                              |                              |                              |                              |                              |
| Юношеские Олимпийские игры          |                              |                              |                              |                              |                              | 1                            |                              |                              |                              |                              |
| Чемпионаты мира среди юниоров       |                              |                              |                              | 9                            | 6                            |                              |                              |                              |                              |                              |
| Этапы юниорского Гран-при. Канада   |                              |                              |                              |                              | 4                            |                              |                              |                              |                              |                              |
| Этапы юниорского Гран-при. Словакия |                              |                              |                              |                              | 3                            |                              |                              |                              |                              |                              |
| Этапы юниорского Гран-при. Италия   |                              |                              |                              | 5                            |                              |                              |                              |                              |                              |                              |
| Этапы юниорского Гран-при. Хорватия |                              |                              |                              | 4                            |                              |                              |                              |                              |                              |                              |
| Bavarian Open                       |                              |                              |                              |                              | 1                            |                              |                              |                              |                              |                              |
| Дети Азии                           |                              |                              |                              |                              | 1                            |                              |                              |                              |                              |                              |
| Tallinn Trophy                      |                              |                              | 2 N.                         |                              | 1                            |                              |                              |                              |                              |                              |
| Asian Trophy                        |                              | 2 N.                         | 1 N.                         |                              |                              |                              |                              |                              |                              |                              |
| Cup of Tyrol                        |                              | 1 N.                         |                              |                              |                              |                              |                              |                              |                              |                              |